# 子恺漫画
《子恺漫画》又叫《丰子恺漫画全集》，是丰子恺的漫画，浙江电子音像出版社出版，有“序言”、“名家谈子恺漫画”、“子恺生平”、“漫画全集”和“附录”5部分。京华出版社和新华书店总店音像发行所也联合出版。在1925年《文学周报》上供稿，郑振铎将这些画稿叫“子恺漫画”。